# André Homem
André Homem (século XVI) foi um cartógrafo português.
Pouco se sabe acerca de sua biografia. Acredita-se que seja irmão de Diogo Homem e filho de Lopo Homem, também cartógrafos portugueses.
André Homem esteve em Paris (1565) e em Londres (1567).
A sua obra mais conhecida, "Universa ac Navigabilis Terrarum Orbis Descriptio", foi elaborada sobre pergaminho, em 1559 em Antuérpia.
Há uma carta de André Homem datada de 28 de fevereiro de 1565 e endereçada ao embaixador de Portugal em Paris com um mapa-múndi conservado no Ministério dos Negócios Estrangeiros em Paris que foi muitas vezes citada contra o Brasil nas discussões sobre limites entre o Brasil e a Guiana Francesa. 